# Euphaedra marginalis
Euphaedra marginalis är en fjärilsart som beskrevs av Jacques Hecq 1979. Euphaedra marginalis ingår i släktet Euphaedra och familjen praktfjärilar. Inga underarter finns listade i Catalogue of Life.